# 週活!TOMORROW X TOGETHER
『週活!TOMORROW X TOGETHER』（しゅうかつ!トゥモローバイトゥギャザー）は、AbemaTVで2020年3月8日から4月26日まで配信されていたバラエティ番組。

## 概要
2020年1月15日に日本デビューを果たした韓国の5人組男性アイドルグループ・TOMORROW X TOGETHERの日本初のレギュラー番組。メンバー達がアーティストとして更に成長するために、毎回様々なミッションに挑む内容となっている。
1月16日に渋谷公開スタジオ「UDAGAWA BASE」にて行われた公開生放送中に、本番組の放送決定が発表された。本番組のタイトルは、メンバーのヨンジュンのアイデア「週週クラブ」を元に決定した。

## 出演者
- TOMORROW X TOGETHER
  - ヨンジュン
  - スビン
  - ボムギュ
  - テヒョン
  - ヒュニンカイ
- 西村ヒロチョ（#4）
- 流れ星（#4）
  - ちゅうえい
  - 瀧上伸一郎

## 企画

### ダンスチャレンジ（#1）
倍速ダンスでメンバーがダンスパフォーマンスを披露する。通常では倍速ダンスは1.2～1.5倍速で行われるが、“2倍速ダンス”に挑戦する。また、先輩に当たるBTSのダンスメドレーにも挑戦する。

### 日本語チャレンジ（#2・3）
日本語以外話すことを禁止された状態で2組に分かれ、渋谷を舞台に聞き込みを行いながら目的地へと目指す企画。

### MC芸チャレンジ（#4）
日本語を勉強中のメンバーが、日本のお笑い芸人からライブで使えるMC芸を身につける企画。講師は、MC芸に定評のある芸人・西村ヒロチョ、流れ星の3人が務めた。

### テバックチャン（#5・6）
プレゼン力を鍛えるため、メンバーが「テバックチャン」と思っているものをプレゼンする企画。「テバック」「チャン」はどちらも韓国語で「ヤバい」を意味しており、プレゼンを他のメンバーが採点し、合計得点を競う。

### プレッシャーチャレンジ（#7・8）
メンバーがさまざまなゲームに挑戦する中で、これから大舞台でますます活躍するために、どんなプレッシャーにも打ち勝てるよう精神力を鍛えていく企画。

## 各話リスト
| 話数 | タイトル                                            | 放送日 | 放送日  |
| ---- | --------------------------------------------------- | ------ | ------- |
| #1   | オープニング&史上最高速ダンス&先輩BTS曲にチャレンジ | 2020年 | 3月8日  |
| #2   | 渋谷で日本語チャレンジ初級編                        | 2020年 | 3月15日 |
| #3   | 渋谷で日本語チャレンジ初級編                        | 2020年 | 3月22日 |
| #4   | 渋谷で日本語チャレンジ上級編                        | 2020年 | 3月29日 |
| #5   | テバックチャン!!前半戦                              | 2020年 | 4月5日  |
| #6   | テバックチャン!!後半戦                              | 2020年 | 4月12日 |
| #7   | プレッシャーチャレンジ!前半戦                       | 2020年 | 4月19日 |
| #8   | プレッシャーチャレンジ!後半戦                       | 2020年 | 4月26日 |